# Тидебель
Тидебель (нем. von Tideböhl) — дворянский род.

## Происхождение и история рода
Происходит из Померании. Впервые представители рода упоминаются в числе учащихся Грейфсвальдского университета во 2-й пол. XVI в., однако непрерывная родословная начинается с Иоганна (1658—1728), члена магистрата) (1703-09), городского секретаря в Грейфсвальде (1709), бургомистра Вольгаста в Верхней Померании (1709-28). Известны два его сына, ставших родоначальниками двух ветвей рода.
Старший — Иоганн Георг (et:Johann Georg Tideböhl; 1711—1756); учился теологии в Йенском университете (1732-35), после чего был приглашен в Ревель. Субректор, конректор Домской школы, компастор Домской кирхи (1743), асессор Консистории, оберпастор Домского собора (с 1749). Его сыновья: Иоганн Христиан (1741—1807), надворный советник, профессор теологии и изящных наук, директор рыцарской и Домской (соборной) школы; Георг Готлиб (1751—1806), профессор Домской школы и оберпастор Домского собора (с 1782).
- Его старший сын — Иоганн Генрих (1786—1856), статский советник, учился на юридическом факультете Дерптского университета (1803-05), обер-секретарь магистрата в г. Ревель и чиновник при ревельском генерал-губернаторе (1811-20). В 1816 выслужил русское потомственное дворянство. В 1820 переселился в Ригу, где состоял заместителем управляющего канцелярией, старшим чиновником особых поручений при генерал-губернаторе. В качестве советника по крестьянским вопросам занимался вопросами развития аграрных отношений в Остзейских провинциях. Был женат (с 1812) на Марии Августе Элеоноре, урожденной фон Рикман (1789—1861).
  - Арнольд Андреевич Тидебель (Арнольд Густав Вильгельм; et:Arnold von Tideböhl) (1818—1883), юрист, тайный советник (1867). Учился на юридическом факультете Дерптского университета (1835-38), кандидат правоведения (1840), служил чиновником Лифляндского губернского правления. В 1841-48 служил прокурором на Сев. Кавказе. Директор канцелярии (1848-61) Лифляндского, Эстляндского и Курляндского генерал-губернатора А. А. Суворова. За заслуги по выработке и продолжению «Свода местных узаконений губерний Остзейских» внесен в дворянские матрикулы о-ва Эзель (1868), Эстляндии (1869), Курляндии (1875); Лифляндии (1876). Состоял членом генеральной Евангелическо-лютеранской Консистории в С.-Петербурге (1869-77), почетным членом общества Остзейских провинций, предводителем земства Лифляндии, Эстляндии, Курляндии; почетным членом Рижского Общества истории и древностей Остзейских провинций (с 1877). 17 марта 1868 высочайшим повелением ему даровано право присоединить герб прекратившегося лифляндского рода фон Приауда (к которому принадлежала его бабушка).
    - Арнольд Арнольдович (Арнольд Иоганн Генрих) (1860—1919), юрист, надворный советник. Учился на юридическом факультете Дерптского университета (1879-83), кандидат права (1885). Редактор Балтийского ежемесячного журнала (1892—1903), юрьевский уездный предводитель дворянства (с 1903), президент восточной группы немцев (1912-14), издатель газеты «Дерптские новости» (1917-18). Расстрелян большевиками.

  - Тидебель, Сигизмунд Андреевич (Сигизмунд Август Иоганн) {1824 — 1890), русский военный инженер-генерал, участник Крымской войны.
    -  Павел Сигизмундович (Пауль Эдуард Генрих) (1858—1915), с 1884 на военной службе, капитан лейб-гвардии Семеновского полка (1901). Перешел в православие, принял духовный сан, под именем архимандрита Амвросия служил в русской миссии в Тегеране, автор ряда книг.

  - Максимилиан Андреевич
    - Елена Максимилиановна (Елена Аделаида) (1847—1928), первая в России женщина — музыкальный критик. Являлась слушательницей курсов Лондонского и Оксфордского университетов, училась в С.-Петербургской, а затем в Московской консерваториях у профессоров А. Л. Гензельта и В. И. Сафонова. Занималась музыкально-педагогической деятельностью в Москве. Блестящее знание иностранных языков позволило ей познакомить германскую и британскую общественность с творчеством П. И. Чайковского и Н. А. Римского-Корсакова. Её статьи, касавшиеся разнообразных сторон музыкальной жизни России, имели большое общественное значение. Член международного музыкального научного общества, участвовала в работе международных съездов в Берлине (1913) и Сан-Франциско (1915). Свою музыкальную библиотеку она завещала Московской консерватории.
    - Арнольд Максимилианович (Арнольд Максимилиан Сигизмунд) (1863—1918), артиллерийский офицер, полковник (1907). Окончил 3-й Московский кадетский корпус (1882), Константиновское военное училище в С.-Петербурге (1884). Участник рус.-япон. войны 1904-05, в том числе сражения под Мукденом.

Младший сын И. Тидебеля — Карл Богуслав (1719—1770), конректор Домской школы при соборе в Ревеле и секретарь Эстляндской консистории (с 1768).
- Его внук — Федор Борисович (Теодор Христиан) (1816—1863), врач. После смерти отца воспитывался в семье дяди (по матери) — И. Ф. Мойера, женатого на племяннице и музе поэта В. А. Жуковского — М. А. Протасовой. Учился на медицинском факультете Дерптского университета (1836-43). В 1846 работал ординатором военного госпиталя в Москве. Общался с В. А. Жуковским, братьями И. В. и П. В. Киреевскими, И. С. и К. С. Аксаковыми и др. В сентябре 1847 переехал в Воронеж, где работал в холерном отделении больницы во время эпидемии. Позднее работал врачом и преподавателем в Михайловском кадетском корпусе и Воронежской духовной семинарии.
  - Его сын Тидебель, Отто Фёдорович (1863—1918). Учился в Михайловском кадетском корпусе, в 1882 ушел с последнего курса, решив посвятить свою жизнь музыке. Учился в С.-Петербургской консерватории (1884-90). В 1895-98 являлся преподавателем Тамбовского музыкального училища и концертмейстером его симфонического оркестра. В 1896 открыл скрипичные классы в Воронеже. Окончил с золотой медалью класс скрипки в Берлинской консерватории (1901), после чего начал многолетнее турне как композитор и виртуоз-исполнитель по российским и зарубежным городам.